# Matthew Woll
Matthew Woll (* 25. Januar 1880 in Luxemburg; † 1. Juni 1956) war ein US-amerikanischer Gewerkschafter.

## Werdegang
Woll war von 1906 bis 1929 Präsident der International Photo-Engravers Union of North America. Von 1919 bis 1955 war er Vizepräsident des amerikanischen Gewerkschaftsverbandes AFL und nach dessen Verschmelzung von 1955 bis zu seinem Tod Vizepräsident der Nachfolgeorganisation AFL-CIO.

## Ehrungen
- 1953: Großes Verdienstkreuz der Bundesrepublik Deutschland